# Bárbara Gil
Luz María Arenas Mateos (Guadalajara, 24 de março de 1930 – Cidade do México, 11 de setembro de 2015) foi uma atriz mexicana que além de atuar, foi catedrática, subdiretora, diretora acadêmica e presidenta do Centro de Artes Escénico Andrés Soler (Instituto Andrés Soler), onde trabalhou por 35 anos.

## Carreira
Começou a estudar atuação no Instituto Nacional de Belas Artes e Literatura. Estreando como atriz foi na peça de teatro Dom Quixote em 1947, no Palácio de Belas Artes (México). No cinema, estreou no filme A Dama do Véu, em 1949, contracenando com Libertad Lamarque, Armando Calvo, Ernesto Alonso e José Baviera , entre outros artistas.
A estreia na televisão deu-se em 1958, na primeira novela realizada no México, chamada Senda prohibida. Foi  uma atriz muito atuante no cinema, participou de inúmeros filmes, entre eles: La marquesa del barrio, Dancing, Salón de baile, Acuérdate de vivir, Ultraje al amor, Escuela de rateros, Cada quien su vida, Sabor a mí e Señoritas a disgusto. Na televisão, destacou-se em novelas como Un paso al abismo, María Isabel, Pobre Clara , Infamia, Rosa salvaje, Simplesmente Maria e Yo no creo en los hombres, entre outras.
Em 2001, participou da novela La intrusa (seu último trabalho em novela), substituindo a atriz Silvia Derbez que foi companheira na primeira novela e se afastou por sérios problemas de saúde, passando a interpretar em seu lugar a personagem Sagrario.
Casou-se com o ator e diretor Miguel Córcega (com quem trabalhou no seu primeiro filme, A Dama do Véu). Tiveram três filhos: a atriz Bárbara Córcega, Miguel e Mónica. Juntos, e fundaram sua própria companhia de teatro, divorciando anos depois.

## Telenovelas
- La intrusa (2001) .... Sagrario Vargas #2
- Mujer bonita (2001) .... Mariana
- Ramona (2000)
- La ultima esperanza (1993) .... Isabel
- Yo no creo en los hombres (1991) .... Laura Miranda
- Simplemente María (1989-1990) .... Dulce
- Dos vidas (1988) .... Doña Leonor
- Rosa salvaje (1987-1988) .... Amalia
- Pobre señorita Limantour (1987)
- Los años pasan (1985) .... Úrsula
- Infamia (1981-1982) .... Emilia
- Pelusita (1980-1981) .... Rosa
- El medio pelo (1980) .... Paz
- Mi hermana la Nena (1976-1977) .... María
- Pobre Clara (1975) .... Mary
- El profesor particular (1971) .... Marisa
- Rosario (1969) .... Eloísa
- Angustia del pasado (1967) .... María Laborde
- María Isabel (1966) .... Mireya Serrano
- La doctora (1964)
- Central de emergencia (1964)
- Un hijo cayó del cielo (1962)
- Marcela (1962)
- No basta ser médico (1961)
- El precio del cielo (1959)
- Senda prohibida (1958)

## Cinema
- Señoritas a disgusto (1989) .... Luisa
- Sabor a mí (1988)
- La alacrana (1986)
- Golondrina presumida (1985)
- La muerte llora de risa (1985)
- El mexicano feo (1984)
- Los gatilleros del diablo (1983)
- Las sobrinas del diablo (1983)
- La tigresa (1972)
- Nuestros odiosos maridos (1962)
- Bonitas las tapatías (1961)
- Mi guitarra y mi caballo (1961)
- Una pasión me domina (1961)
- La sombra del caudillo (1960) .... Rosario
- Cada quien su vida (1960)
- Escuela de rateros (1958) .... Alicia
- Ladrones de niños (1957)
- Ultraje al amor (1956) .... Estela Soler
- El vendedor de muñecas (1955)
- Reportaje (1953) .... Elena
- Siete mujeres (1953)
- Acuérdate de vivir (1953)
- El luchador fenómeno (1952)
- El derecho de nacer (1952) .... María Teresa
- Dancing, Salón de baile (1952)
- Marejada (1952)
- La tienda de la esquina (1951)
- La marquesa del barrio (1951) .... María Cristina
- Tierra baja (1950)
- Tacos joven (1950)
- De Tequila, su mezcal (1950)
- Quinto patio (1950)
- La dama del velo (1949)

## Teatro
- El medio pelo (1984)
- Tovarich (1984)
- Tommy toma todo (1981)
- La noche de los sin calzones (1980)
- La verdad sospechosa (1979)
- Nada de sexo que somos decentes (1972)
- Silencio, pollos pelones ya les van a echar su maíz (1967)
- Nilo, mi hijo (1967)
- La fidelidad es un error (1965)
- Póker de señoritas (1965)
- El medio pelo (1964)
- Las vírgenes prudentes (1964)
- La guerra de las gordas (1964)
- Salpícame de amor (1964)
- Una pura y dos con sal (1964)
- Viuda y tres millones (1963)
- La voz de la tórtola (1963)
- La esposa constante (1962)
- Muchacha de campo (1962)
- Marramiau (1962)
- Una bomba llamada Abelardo (1962)
- Luna de miel para diez (1959)
- Junior Miss (1949)
- Sonho de uma Noite de Verão (1949 y 1956)
- Dom Quixote (1947)

### Programas de televisão
- Mujer, casos de la vida real (1990-2004) (12 episódios)

## Falecimento
Em 11 de setembro de 2015, morreu na Cidade do México, aos 85 anos, devido a um infarto agudo do miocárdio. Seu corpo foi sepultado no Panteón Jardín, , localizado na mesma cidade.